# Le Grand Jeu (Künstlergruppe)
Le Grand Jeu war eine Gruppe junger französischer Künstler und der Name einer durch sie in den Jahren 1928–1930 herausgegebenen literarisch-philosophischen Zeitschrift.

## Geschichte
Ausgangspunkt von Le Grand Jeu war die 1922 in Reims von fünf Gymnasiasten (Roger Gilbert-Lecomte, René Daumal, Roger Vailland, Roger Caillois und Robert Meyrat) begründete experimentelle Gruppe Les phrères simples. Sie wollten durch verschiedene Methoden die Einfachheit der Kindheit und damit verbundenes spontanes und intuitives Wissen wiederfinden.
1925 kamen Gilbert-Lecomte, Daumal, Vailland und Meyrat in Paris über den Verleger Léon Pierre-Quint in Kontakt mit André Breton und der von ihm angeführten surrealistischen Bewegung. Andere Künstler schlossen sich der Gruppe an: Joseph Sima, Pierre Audard, André Delons, Artür Harfaux, Maurice Henry, Pierre Minet, Hendrik Cramer (auch Kramer), Vera Milanova und André Rolland de Reneville. 1927 änderte die Gruppe ihren Namen in Le Grand Jeu und begann mit der Herausgabe ihrer gleichnamigen Zeitschrift.
Der Gruppe Le Grand Jeu ging es um psychische und physische Grenzüberschreitungen und Bewußtseinserweiterungen, die unter anderem durch Drogen, Schlafentzug und esoterische Methoden herbeigeführt wurden und zur Grundlage gesellschaftlicher Revolution werden sollten.
1930, nach der Herausgabe von drei Nummern ihrer Zeitschrift, löste sich die Gruppe Le Grand Jeu auf. Einige weitere Texte erschienen nachträglich (als Nr. 4). Die Hauptakteure Gilbert-Lecomte und Daumal starben 1943 und 1944. 

### Kontroversen mit den Surrealisten
Trotz zeitweise intensiver Kontakte zu André Breton lehnte die Gruppe es ab, sich der von Breton angeführten surrealistischen Bewegung anzuschließen. In der Folge kam es zu heftigen publizistischen Auseinandersetzungen zwischen Breton und Le Grand Jeu, bei denen u. a. Louis Aragon zu vermitteln versuchte. René Daumal schrieb in diesem Zusammenhang 1930 in einem Offenen Brief an André Breton:
„Prenez garde, André Breton, de figurer plus tard dans les manuels d'histoire littéraire, alors que si nous briguions quelque honneur, ce serait celui d'être inscrits pour la postérité dans l'histoire des cataclysmes“.
(Sehen Sie sich vor, André Breton, daß Sie später nicht in den Handbüchern zur Literaturgeschichte erscheinen, während wir dagegen, falls wir uns um irgendeine Ehre bewerben, um die werben, für die Nachwelt in der Geschichte der Katastrophen eingeschrieben zu sein.)

## Nachwirkung
Der eigene spirituell-revolutionäre Ansatz von Le grand Jeu wurde in den folgenden Jahren gegenüber dem literarischen Surrealismus meist marginalisiert. In den letzten Jahrzehnten wird er in Frankreich und englischsprachigen Ländern wiederentdeckt.

## Bibliografie (Auswahl)
- Le Grand Jeu, n° 1 à 4, 1928–1932. Paris 1977, ISBN 2858930104.[2]
- Catalogue Le Grand Jeu. Vorwort Bernard Noël. Paris 2003.
- Michel Random: Le Grand Jeu. Paris 1970. (2 Bände) Erweiterte Neuausgabe: Le Grand Jeu. Les Enfants de Rimbaud le Voyant. Paris 2005.
- Roger Gilbert-Lecomte, Maurice Henry, René Daumal: „Le Grand Jeu“. Die Notwendigkeit der Revolte. Nürnberg 1980. (Auswahlband). Veränderte Neuausgabe: Berlin 2012, ISBN 978-3-923211-13-5. (online, (PDF-Datei))